# Svenskt gudstjänstliv
Svenskt gudstjänstliv är Sveriges enda vetenskapliga tidskrift (referentgranskad) inom forskningsområdena liturgik, kyrkokonst, kyrkomusik och homiletik, främst i Sverige men även i övriga Norden, samt innehåller även recensioner av publikationer i dessa ämnen. Varje år behandlas ett särskilt tema som framgår av volymens titel, men även artiklar som ligger utanför temat förekommer.
Det ursprungliga namnet från 1926 var Tidskrift för kyrkomusik och svenskt gudstjänstliv. Sedan 1942 heter tidskriften Svenskt gudstjänstliv och ges ut av Laurentius Petri-sällskapet. År 1953 blev den en årsbok, och 1980 infördes ett tema för varje volym. Tidskriften ges ut av bokförlaget Artos.

## Redaktörer
- 1926–1962: Arthur Adell
- 1963–1967: Pehr Edwall
- 1968–1984: Folke Bohlin
- 1985–1998: Sven-Erik Brodd
- 1999–2008: Sven-Åke Selander
- 2009–2018: Stephan Borgehammar
- 2019–        : Mattias Lundberg